# На зов Києва
На зов Києва : Український націоналізм у II світовій війні — книга, збірник статей, спогадів і документів.
Книга містить численні статті, спогади, документи, поезії учасників українського визвольного руху кінця 1930—1950-х років.
Зібрала й упорядкувала книгу Колегія дослідів історії Українського Націоналістичного Руху.
Зредагували: Кость Мельник, Олег Лащенко, Василь Верига. Науково-дослідний інститут імені О. Ольжича; Дослідна фундація ім. О. Ольжича у ЗСА (США).

## Видання
Книга витримала принаймні два видання:
- Торонто; Нью-Йорк: Видавництво «Новий Шлях», 1985. ‒ 558 с.
- Київ: «Дніпро», 1994. — 540 сторінок.